# Hans Bürgl
Hans Bürgl (* 8. März 1907 in Wien; † 17. Dezember 1966 in Bogotá, Kolumbien) war ein österreichischer Erdölgeologe und Paläontologe.
Bürgl promovierte 1933 mit einer Arbeit über die Wirbelsäule des Höhlenbären, die unter Anleitung von Othenio Abel und Kurt Ehrenberg entstand. Er arbeitete bei verschiedenen Firmen als Erdölgeologe, unter anderem in Österreich, Ägypten und Rumänien. Nach dem Zweiten Weltkrieg reorganisierte er in Kolumbien die Geologische Landesanstalt. 1959 wurde er zum Professor der Geologie an der Universidad Nacional de Colombia in Bogota berufen.
1965 wurde Bürgl das Goldene Ehrenzeichen für Verdienste um die Republik Österreich verliehen.

## Werke
- Zur Stratigraphie und Tektonik des oberösterreichischen Schliers. In: Verhandlungen der Geologischen Bundesanstalt. Wien 1946, S. 123–151 (zobodat.at [PDF; 1,7 MB]).
- Der Untergrund der Molasse im bayerisch-österreichischen Grenzgebiet. In: Jahrbuch der Kaiserlich-Königlichen Geologischen Reichsanstalt. Band 93, 1948, S. 129–139 (zobodat.at [PDF; 561 kB]).